# Acmaeodera bowditchi
Acmaeodera bowditchi är en skalbaggsart som beskrevs av Henry Clinton Fall 1901. Acmaeodera bowditchi ingår i släktet Acmaeodera och familjen praktbaggar. Inga underarter finns listade i Catalogue of Life.